# 西五反田
西五反田（日语：／ Nishi-gotanda */?）是東京都品川區的地名，設一丁目至八丁目。2013年（平成25年）8月1日為止的人口有22,496人。郵遞區號141-0031。

## 地理
位於東京都品川區北部。町域北部至東北部以山手線路廊為界，接品川區上大崎、品川區東五反田。東鄰品川區大崎。東南接品川區平塚。南連品川區荏原。西南通品川區小山。西接品川區小山台。西北鄰目黑區下目黑。
町域內有山手通、國道1號（櫻田通、第二京濱）、東京都道、神奈川縣道2號東京丸子橫濱線（中原街道），首都高速2號目黑線通過，聚集了多條幹道。五反田站附近與幹道周邊，大樓與商店林立，其他地區為住宅區。

### 河川
- 目黑川 - 流經町域北部。

## 歷史
四丁目的禿坂是歌舞伎與淨瑠璃有名的白井權八傳說所在地。

### 地名由來
此地為五反田西部而得名。

## 交通
町域東端有山手線、都營淺草線、東急池上線五反田站（所在地為東五反田），西北部的西五反田五丁目有東急目黑線不動前站（站名來自目黑不動尊，目黑不動尊在目黑區下目黑）。此外，附近的道路有多條巴士路線。

## 設施
西五反田一丁目
- TAKIGEN製造本社、東京店
- Genron本社

西五反田二丁目
- POLA本社
- 學研大樓
  - 學研控股
  - 學研出版
  - 學研Sta:Ful
- 瑪米亞本社
- Ginza Aster本社
- 日本郵便大崎支店、大崎郵便局
- 京王布萊索酒店五反田

西五反田三丁目
- 品川區立大崎第一地域中心（页面存档备份，存于）
- PRESCHOOL西五反田 （品川區立就學前乳幼兒教育設施）
- DNP五反田大樓
  - 2Dfacto
- THK本社、東京支店
- 全日本鐵道勞動組合總聯合會
- NTT Data Business Systems本社

西五反田四丁目
- 品川區立第四日野小學校
- 東京日產自動車販售本社

西五反田五丁目
- 攻玉社學園 （攻玉社中學校、高等學校）
- 桐谷齋場
- 冰川神社 (品川區)

西五反田六丁目
- 品川區立第一日野小學校
- 品川區立教育中心（页面存档备份，存于）
- 品川區立五反田文化中心（页面存档备份，存于）
- Hotel Route Inn五反田

西五反田七丁目
- TOC大樓
  - TOC本社
  - 星製藥本社
  - 大谷工業本社
- ALLIED TELESIS HOLDINGS
- MEIJI KENKO HAM本社
- 城南信用金庫本店

西五反田八丁目
- U-Port
- Renown本社
- FULLCAST HOLDINGS本社
  - FULLCAST
  - FULLCAST ADVANCE

## 備註
1. ↑  .   [2013年8月7日]. （原始内容存档于2014年2月23日）.